# Saint-Laurent-de-Vaux
Saint-Laurent-de-Vaux és un antic municipi francès, situat al departament del Roine i a la regió de Alvèrnia - Roine-Alps. L'any 2011 tenia 259 habitants. A partir de l'1 de gener de 2015, Saint-Laurent-de-Vaux es fusiona amb Vaugneray.

## Demografia

### Població
El 2007 la població de fet de Saint-Laurent-de-Vaux era de 250 persones. Hi havia 86 famílies de les quals 12 eren unipersonals (8 homes vivint sols i 4 dones vivint soles), 21 parelles sense fills, 49 parelles amb fills i 4 famílies monoparentals amb fills.
La població ha evolucionat segons el següent gràfic:
Habitants censats

### Habitatges
El 2007 hi havia 93 habitatges, 86 eren l'habitatge principal de la família i 7 eren segones residències. 86 eren cases i 6 eren apartaments. Dels 86 habitatges principals, 67 estaven ocupats pels seus propietaris i 19 estaven llogats i ocupats pels llogaters; 5 tenien dues cambres, 13 en tenien tres, 26 en tenien quatre i 42 en tenien cinc o més. 67 habitatges disposaven pel capbaix d'una plaça de pàrquing. A 22 habitatges hi havia un automòbil i a 58 n'hi havia dos o més.

### Piràmide de població
La piràmide de població per edats i sexe el 2009 era:
| Homes | Edats   | Dones |
| ----- | ------- | ----- |
| 0     | 95 o +  | 0     |
| 0     | 90 a 94 | 0     |
| 0     | 85 a 89 | 0     |
| 0     | 80 a 84 | 0     |
| 0     | 75 a 79 | 4     |
| 0     | 70 a 74 | 8     |
| 4     | 65 a 69 | 0     |
| 0     | 60 a 64 | 0     |
| 8     | 55 a 59 | 4     |
| 4     | 50 a 54 | 0     |
| 8     | 45 a 49 | 8     |
| 24    | 40 a 44 | 20    |
| 12    | 35 a 39 | 8     |
| 4     | 30 a 34 | 12    |
| 4     | 25 a 29 | 8     |
| 4     | 20 a 24 | 8     |
| 8     | 15 a 19 | 8     |
| 20    | 10 a 14 | 12    |
| 12    | 5 a 9   | 8     |
| 20    | 0 a 4   | 4     |

## Economia
El 2007 la població en edat de treballar era de 164 persones, 128 eren actives i 36 eren inactives. De les 128 persones actives 123 estaven ocupades (67 homes i 56 dones) i 5 estaven aturades (4 homes i 1 dona). De les 36 persones inactives 11 estaven jubilades, 19 estaven estudiant i 6 estaven classificades com a «altres inactius».

### Ingressos
El 2009 a Saint-Laurent-de-Vaux hi havia 84 unitats fiscals que integraven 247 persones, la mediana anual d'ingressos fiscals per persona era de 20.833 €.

### Activitats econòmiques
Dels 6 establiments que hi havia el 2007, 1 era d'una empresa de construcció, 1 d'una empresa de comerç i reparació d'automòbils, 1 d'una empresa d'hostatgeria i restauració, 1 d'una empresa d'informació i comunicació, 1 d'una empresa de serveis i 1 d'una entitat de l'administració pública.
Dels 2 establiments de servei als particulars que hi havia el 2009, 1 era una lampisteria i 1 restaurant.
L'any 2000 a Saint-Laurent-de-Vaux hi havia 5 explotacions agrícoles.

## Equipaments sanitaris i escolars
El 2009 hi havia una escola elemental.

## Poblacions més properes
El següent diagrama mostra les poblacions més properes.